# Apsolut Velpro
Apsolut Velpro је српско је дистрибутерско предузеће, основано 2009. године. Предузеће се бави производњом, продајом и дистрибуцијом великог броја водећих дечјих брендова. Покрива све државе бивше Југославије, а током 2014. године врши дистрибуцију дечјих лиценцираних производа и у Чешкој, Словачкој, Мађарској и Румунији.